# Norah Jones
Norah Jones, nome d'arte di Geethali Norah Jones Shankar (New York, 30 marzo 1979), è una cantautrice, polistrumentista e attrice statunitense.
Ha ottenuto un grande successo nel 2002 con l'album di esordio Come Away with Me, che ha venduto circa 25 milioni di copie. Ha poi vinto 5 Grammy Award in una sola serata e ha replicato i consensi nel 2004 con Feels like Home e nel 2007 con l'album Not Too Late, che hanno consolidato la sua popolarità e l'hanno resa una delle cantautrici dell'odierno panorama musicale più riconosciute e più affermate, avendo venduto circa 15 milioni di album solo negli USA, circa 40 milioni di album in tutto il mondo e vincendo in pochi anni nove Grammy.
Nel 2006 è entrata a far parte del progetto musicale The Little Willies, in cui suona pezzi d'annata americani con alcuni suoi vecchi amici.

## Biografia

### L'infanzia
Figlia di Ravi Shankar, il grande maestro di sitar, insegnante tra l'altro del Beatle George Harrison, non è cresciuta con lui ma solo con la madre, Sue Jones, cantante di musica soul, che le ha trasmesso l'amore per la musica. Il suo nome completo originario all'anagrafe era Geethali Norah Jones Shankar: all'età di 16 anni lo ha legalmente cambiato in Norah Jones, a conferma del difficile rapporto con il padre. La sorellastra (figlia di Shankar e di un'altra donna) Anoushka Shankar, di due anni minore, è anche lei una musicista.
Con la madre visse a New York fino al 1983, anno in cui la piccola compiva quattro anni. Da allora, si trasferirono a Grapevine, Texas, dove visse fino ai venti anni. Nella sua casa non mancarono mai dischi dei classici del blues e del jazz: Billie Holiday, Aretha Franklin, Ray Charles e Bill Evans. All'influenza musicale materna bisogna aggiungere quella che ricevette da sua nonna, un'appassionata del forte country degli Outlaws, da Hank Williams a Willie Nelson.
Jones incominciò a studiare canto e si unì al coro della chiesa per cantare gospel, nel periodo in cui iniziava gli studi di pianoforte e sassofono. Era lontana dall'essere un'alunna modello: era abbastanza incostante e lasciò lo studio varie volte.
Il suo primo contatto col jazz l'ebbe a Dallas, entrando da adolescente all'Istituto Booker T. Washington. Nel 1996 e 1997 conquistò vari premi di interpretazione e composizione per studenti. Terminato l'istituto entrò all'Università di North Texas, dove studiò pianoforte e teoria nella sezione jazz. Lì dopo aver maturato un buon livello sulla tastiera, formò il suo primo gruppo.

### L'arrivo a New York
A venti anni compiuti, Jones girò a New York per alcune brevi ferie e non volle ritornare nel Texas, con grande dispiacere di sua madre. Una volta nella "Grande Mela", si buttò immediatamente nel fertile circuito di concerti al Greenwich Village e collaborò con diverse band.
Tuttavia, in quell'epoca intuì che voleva vivere con la musica e che poteva farlo grazie al suo innato talento. Abbandonò l'università, incominciò a scrivere le sue prime canzoni, fece parte per un po' di un gruppo funk fusion, Wax Poetic, e finalmente fondò il suo proprio gruppo col bassista Lee Alexander, il chitarrista e compositore di Don't Know Why, Jesse Harris, ed il batterista Danno Rieser. Per quell'epoca si stabilizzò come cantante nel club notturno The Living Room.

## Carriera

### 2001 - 2004: primi successi
In uno di quei concerti, in una notte di febbraio del 2000, fu ascoltata da Shell White, membro della famosa casa discografica EMI, che le chiese una demo con le sue canzoni. Il nastro arrivò a Bruce Lundvall, direttore della Blue Note, casa discografica specializzata nella musica jazz. Lundvall la contattò dopo aver ascoltato alcune canzoni di quelle cassette e incaricò il produttore Craig Street di occuparsi del materiale della Jones e la fece circondare da strumentisti rinomati.
Il risultato, molto più pop della versione finale, non convinse nessuno e Lundvall incaricò il suo produttore (Arif Mardin) di cambiare direzione: cercare uno stile diverso, più concentrato sulla voce e capace, allo stesso tempo, di mantenere le idee musicali di Norah. Il lavoro fu terminato e il disco fu pubblicato nel febbraio del 2002 con il titolo Come Away with Me, senza campagne pubblicitarie massicce, né con una hit commerciale suonata in tutte le radio. Tuttavia, lo stile particolare della cantautrice colpì il grande pubblico e l'album cominciò ad ottenere successo. Per l'autunno aveva già sorpassato il milione di copie. Venne certificato platino in Olanda, Australia, Portogallo e Hong Kong; doppio platino in Gran Bretagna, Irlanda e Singapore; addirittura cinque volte platino in Nuova Zelanda. Il totale di vendite nel mondo sorpassò 19 milioni di copie. In America fu certificato diamante, per aver sorpassato in un anno 10 milioni di copie. Inoltre, i premi ottenuti furono numerosi: la Jones fu la trionfatrice della 45ª edizione dei Grammy Award del 2003, guadagnando il record di cinque statuette, comprese 3 delle 4 più importanti: "Canzone dell'anno" ("song of the year"), "Album dell'anno  ("Album of the Year") e Miglior artista esordiente ("Best New Artist"). Norah Jones diventò così la terza artista nella storia ad ottenere 5 riconoscimenti in un solo anno, unendosi a Lauryn Hill (1999) e ad Alicia Keys (2002).
L'album è nella top-50 degli album più venduti di tutti i tempi.

### 2004 - 2006: il successo commerciale e la collaborazione con Ray Charles
Due anni dopo la pubblicazione del suo album di debutto, la Jones ritornò con Feels like Home. La cantante-pianista-compositrice continuò la collaborazione col produttore Arif Mardin, l'ingegnere di suono Jay Newland ed il suo gruppo abituale di musicisti. Muovendo dalle premesse del precedente lavoro, unendo ai toni caldi e vellutati soavi atmosfere country, l'album è riuscito straordinariamente a replicare il successo del precedente, vendendo nella prima settimana dalla pubblicazione 1 920 000 copie in tutto il mondo. La portata del successo fu di 13 milioni di copie in tutto il mondo.
La Jones ottenne anche un'importante collaborazione con uno dei geni della storia musicale, Ray Charles, nella canzone Here We go Again. Il duetto fu l'ultimo per la carriera del grande interprete, in quanto venne a mancare poco tempo dopo.
Nel 2005 vinse altri tre Grammy Award, uno per il primo singolo estratto Sunrise e due per la collaborazione con Ray Charles.

### 2006 - 2008: l'affermazione conNot Too Late
Il terzo album, Not Too Late, viene pubblicato dalla Blue Note Records il 30 gennaio 2007; viene anticipato nelle radio dal singolo "Thinking About You".

È il primo disco in cui la Jones scrive tutte le canzoni e dimostra atmosfere più scure rispetto ai primi due. Registrato nel suo studio personale, all'insaputa della casa discografica, in un clima (secondo le dichiarazioni della stessa Jones) rilassato e tranquillo, l'album conferma nuovamente il successo, riuscendo a vendere ancora una volta un grande numero di copie, stimato attorno ai 5 milioni. Raggiunge la prima posizione in classifica in oltre venti Paesi: è uno degli album più venduti del 2007 e in Italia ha debuttato alla seconda posizione FIMI.

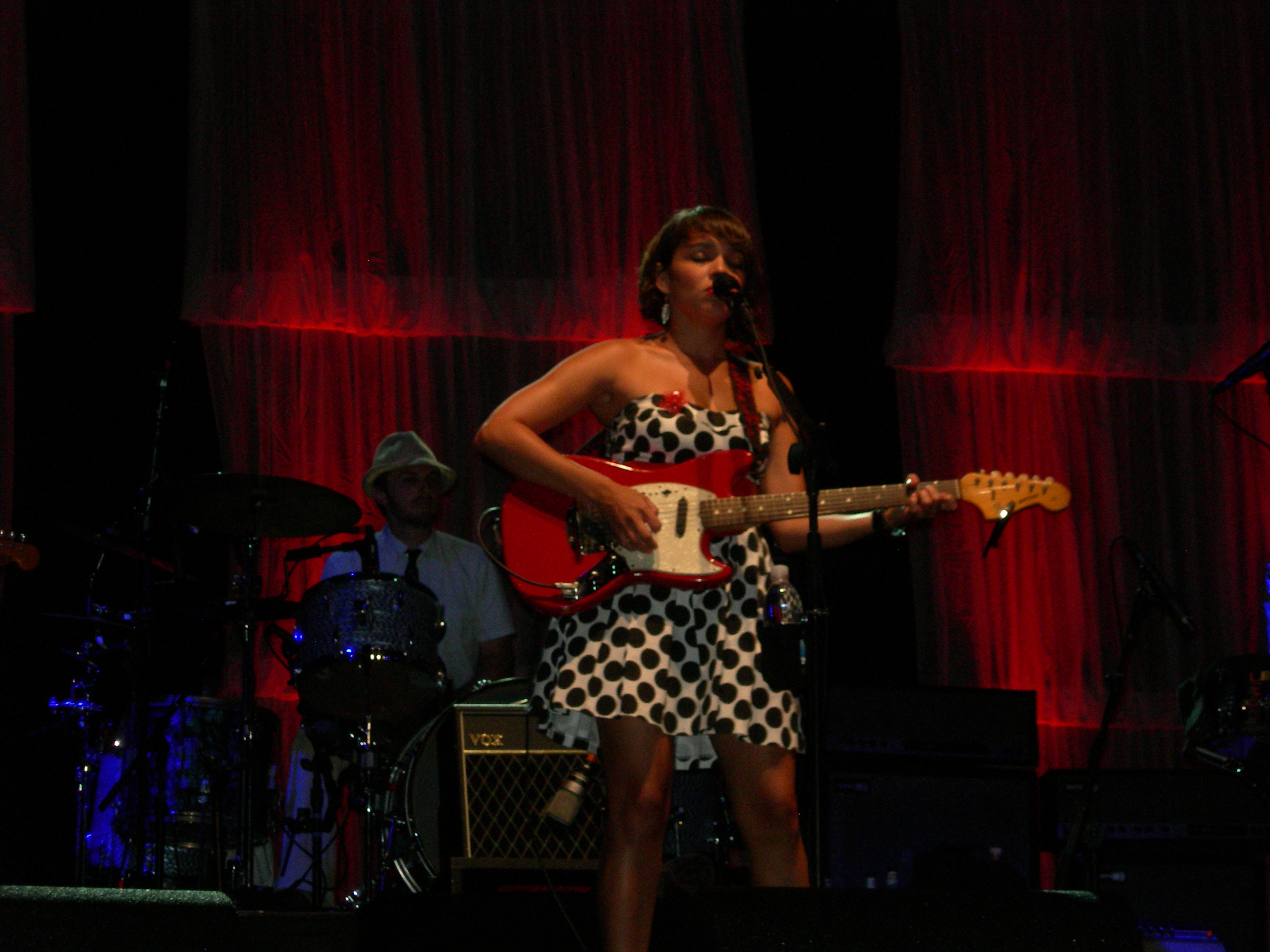
Norah Jones in concerto a Venezia a Piazza S. Marco nel 2010

### 2009 - 2010: la svolta conThe Fall
Terminato il tour per la promozione di Not Too Late, nei primi mesi del 2008 la Jones presenzia a diversi programmi televisivi e radiofonici americani per presentare il brano The Story, colonna sonora di Un Bacio Romantico; nel corso del 2008 e per gran parte del 2009, le sue apparizioni sono notevolmente diminuite.
A gennaio 2008, si viene a sapere che la Handsome Band, il gruppo di musicisti che aveva supportato la Jones nella realizzazione dei tre dischi, si era in pratica sciolta alla fine del tour del 2007. La Jones specifica comunque che è in ottimi rapporti con tutti i musicisti che l'avevano composta, e che prima o poi potrebbero tornare a suonare insieme.
Nell'agosto 2009 è guest star in un concerto di Rufus Wainwright. Il successivo 5 settembre, durante un'intervista radiofonica, annuncia il titolo del quarto album e la sua data d'uscita: l'album ha il nome di The Fall, in uscita il 13 novembre. Durante la stessa intervista, la Jones canta in anteprima una delle canzoni che saranno incluse nel disco, dal titolo Man of the hour.
Il 9 settembre successivo Norah Jones partecipa ad It's only rock'n roll, manifestazione promossa dalla Apple per presentare i nuovi modelli di IPod. Presentatasi per l'occasione con la sua nuova band, la cantante ha eseguito Come Away With Me ed una delle nuove canzoni dell'album, intitolata Young Blood. Nel presentarla, ha inoltre dato conferma che il titolo dell'album sarà quello da lei annunciato in precedenza.
Dopo queste vicende, il 30 novembre 2009, esce il quarto album: The Fall. Il disco non ha raggiunto i successi precedenti, ma si dimostra discretamente apprezzato dalla critica.
Nel 2010 canta Ill Wind di Harold Arlen nell'album con Sophisticated ladies con i Charlie Haden Quartet West per la Emarcy.

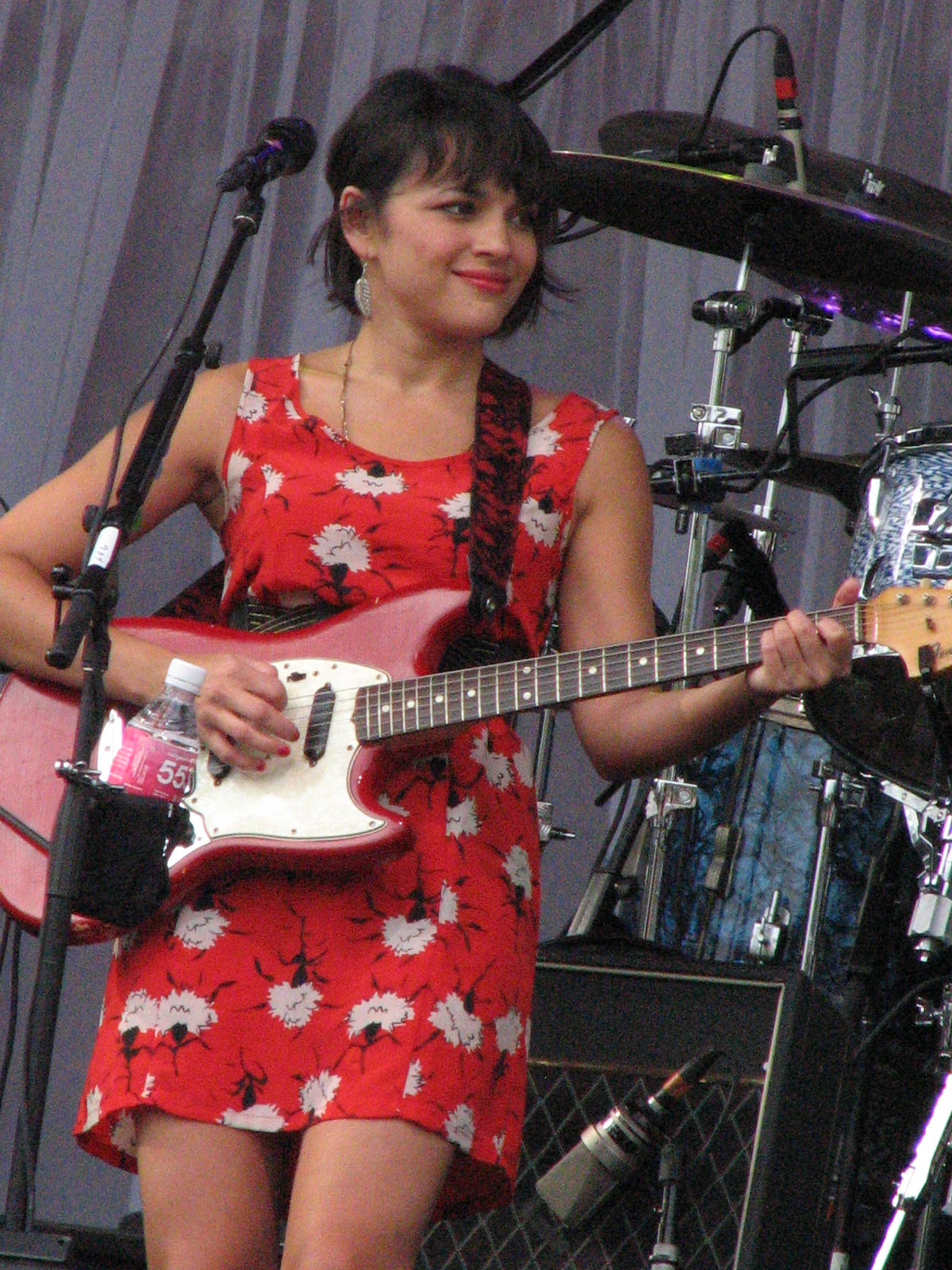
Norah Jones con la chitarra nel 2010

### 2010:...Featuring
Ad agosto 2010 viene annunciato ...Featuring, una raccolta di 18 canzoni che la Jones ha inciso nel corso della sua carriera in duetto con alcune star del panorama musicale mondiale. Tra le canzoni, ci sono brani cantati con Ray Charles, i Foo Fighters, Belle & Sebastian, Willie Nelson, Ryan Adams e altri. Alcuni di questi brani non sono mai stati distribuiti sul mercato discografico.
L'album viene dato alle stampe il 2 novembre 2010 (In Italia il 16 novembre).

### 2012-2013:...Little Broken HeartseForeverly
A gennaio 2012 la Jones torna a collaborare con i Little Willies e pubblica con loro un secondo album. Allo stesso tempo collabora con Danger Mouse spingendosi verso suoni più rock. Per la primavera del 2012, e in particolare in Italia il 2 maggio, viene pubblicato il suo quinto album in studio, dal titolo ...Little Broken Hearts, per il quale Norah Jones si avvale della collaborazione dello stesso Danger Mouse. Il singolo apripista del nuovo album è stato pubblicato nel marzo 2012 e si intitola Happy Pills.
La cantante è stata ospite il 22 aprile 2012 nella trasmissione di Fabio Fazio Che tempo che fa, all'interno della quale ha parlato del disco e si è esibita dal vivo nei brani Happy Pills e Little Broken Hearts. Sempre nel 2012 ha tenuto due concerti in Italia: uno al Summer Festival di Lucca il 14 luglio, e uno il 17 settembre all'Auditorium Parco della Musica di Roma.
Il 26 novembre 2013 viene pubblicato un album di cover degli Everly Brothers realizzato insieme a Billie Joe Armstrong ed intitolato Foreverly.
Nel 2013 ha collaborato anche con Anoushka Shankar per l'album Traces of You.

### 2016 - 2019:Day BreakseBegin Again
Il 5 agosto 2016 è stato pubblicato Carry On, il primo singolo estratto dal nuovo album di inediti Day Breaks. L'album esce il 7 ottobre dello stesso anno e viene accompagnato da un tour mondiale. Nel 2019 esce Begin Again, un EP contenente 7 singoli precedentemente usciti in solitaria o eseguiti live durante i concerti.

### 2020 - 2021:Pick me up off the flooreI dream of Christmas
A febbraio del 2020 Norah Jones annuncia il suo nuovo album di inediti Pick Me Up Off the Floor, preceduto dal singolo I'm Alive; inizialmente previsto per maggio, l'album esce il 12 giugno a causa di ritardi dovuti alla Pandemia da COVID-19. Il 15 ottobre 2021 la cantante pubblica I Dream of Christmas, raccolta di classici natalizi rivisitati con l'aggiunta di canzoni inediti scritte per le festività. Nel 2023 l'album viene ripubblicato in una Deluxe Edition comprendente nuove canzoni.

### 2024:Visions
A novembre 2023 Norah Jones pubblica Can You Believe, annunciato come singolo apripista per il futuro album di inediti. Il 18 gennaio 2024 esce Running, primo singolo estratto da Visions, il nono album di Norah, che viene pubblicato il successivo 8 marzo. Il disco non contiene però Can You Believe, uscito solo nella versione deluxe giapponese.

## Filmografia

### Cinema
- Two Weeks Notice - Due settimane per innamorarsi (Two Weeks Notice), regia di Marc Lawrence (2002)
- Un bacio romantico - My Blueberry Nights (My Blueberry Nights), regia di Wong Kar-wai (2007)
- Ted, regia di Seth MacFarlane (2012)

### Televisione
- 30 Rock - serie TV, 1 episodio (2009)

## Discografia

### Album in studio
- 2002 - Come Away with Me
- 2004 - Feels like Home
- 2007 - Not Too Late
- 2009 - The Fall
- 2012 - ...Little Broken Hearts
- 2016 - Day Breaks
- 2020 - Pick Me Up Off the Floor
- 2021 - I Dream of Christmas
- 2024 - Visions

### Raccolte
- 2010 - ...Featuring
- 2019 - Begin Again

### Live
- 2021- …’Til We Meet Again

### Album collaborativi
- 2013 - Foreverly (con Billie Joe Armstrong)